# Храм рода Флавиев

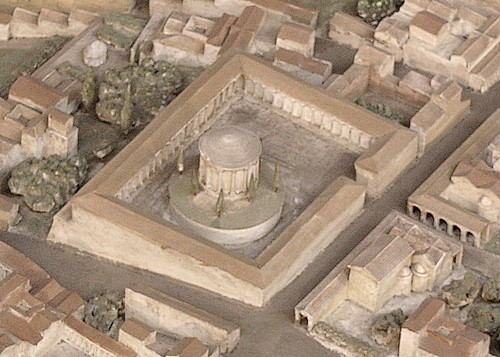
Миниатюра Храма рода Флавиев, выполненная Итало Гисмонди и представленная в Квартале всемирной выставке в Риме

Храм рода Флавиев (лат. Templum gentis Flaviae) ― ныне утраченное древнеримское культовое сооружение, располагавшееся на холме Квиринал в Риме, посвящённое членам династии Флавиев. Было построено в конце I века н. э. при императоре Домициане.
Храм находился на территории Ad Malum Punicum, на месте рядом с современным перекрестком улиц Via XX Settembre и Via delle Quattro Fontane. Этот земельный участок находился недалеко от резиденций императора Веспасиана (место рождения Домициана) и брата Веспасиана Тита Флавия Сабина.
Храм впервые упоминается в Книге IX «Эпиграмм» Марциала, опубликованных около 94 года н. э. Исследователи делают отсюда вывод о том, что храм был построен и посвящён к концу правления Домициана и его возведение было кульминацией обожествления его старшего брата Тита, дочери Тита Юлии Флавии и собственного сына Домициана, который умер в младенчестве.
В 96 году н. э. храм был поражён молнией. Вероятно, он был расширен при Клавдии II примерно в 268―270 годах.
Ряд фрагментарных скульптур, выполненных из пентеликонского мрамора, были связаны с ныне утраченным храмом. Эти фрагменты были разбросаны по рынку произведений искусства, причём некоторые из них остались в Италии, а другие были вывезены в Соединённые Штаты Америки.